# Szupercirkálás

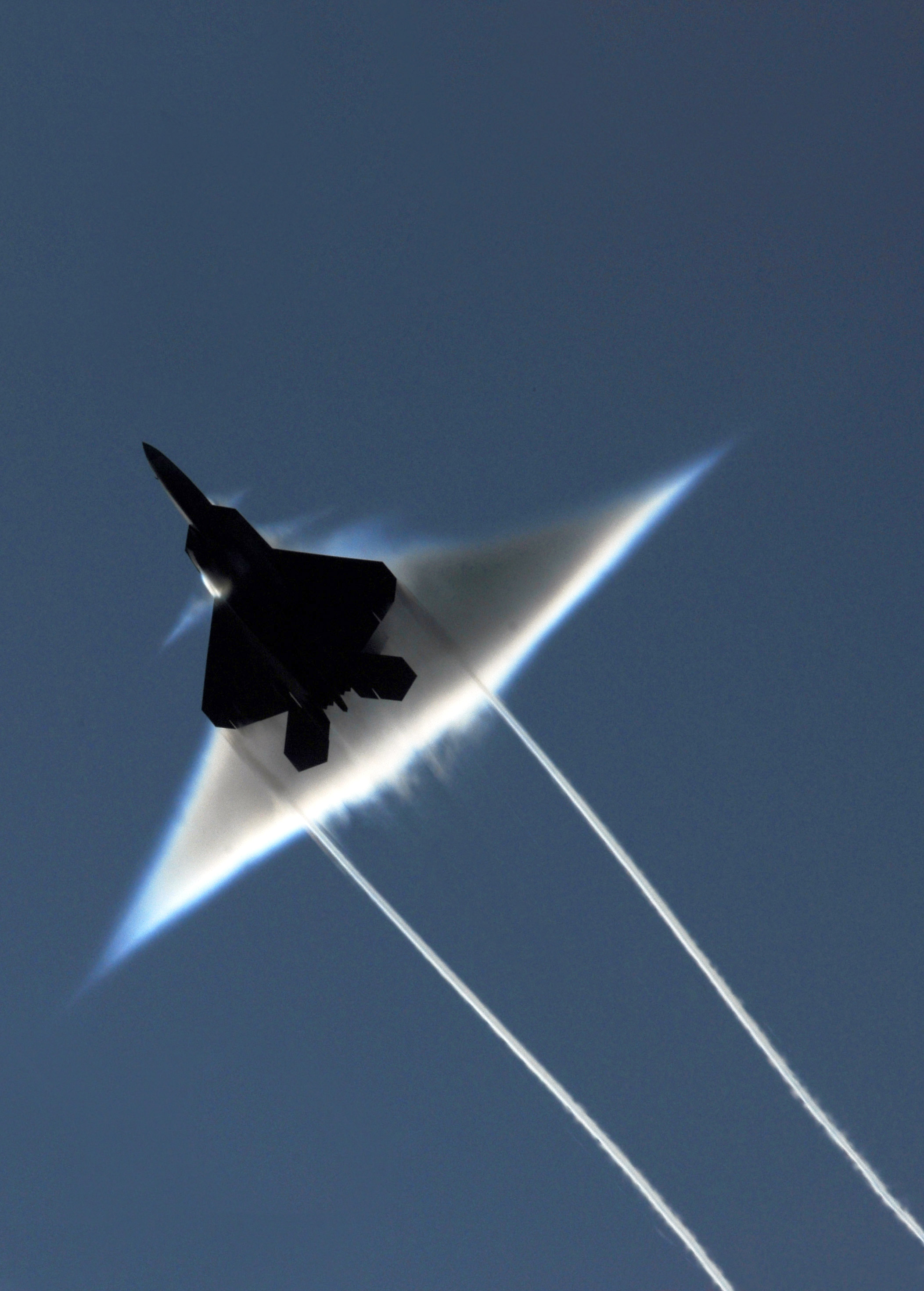
F–22 Raptor repül át szuperszonikus sebességgel a USS John C. Stennis (CVN-74) repülőgép-hordozó felett. A gép körül a Prandtl–Glauert szingularitás lökéshullámai által a levegőből kicsapott kúp alakú párafelhő látható

A szupercirkálás a szuperszonikus repülőgépek képessége, tartós repülés a hangsebesség felett, hasznos teherrel, utánégető használata nélkül. A szuperszonikus katonai repülőgépek ugyan viszonylag hamar (az 1950-es évek második felére) el tudták érni a hangsebesség kétszeresét is, de a szuperszonikus repülésnek komoly ára volt: fegyverterhelésüket drasztikusan csökkenteni kellett (a repülőgépre kívülről függesztett fegyverek megnövelték a légellenállást), a sebesség eléréséhez és fenntartásához pedig az utánégető folyamatos használatára volt szükség, ami, tetemesen megnövelve a tüzelőanyag-fogyasztást, alapvetően lecsökkentette a levegőben tölthető időt és a repülőgép hatótávolságát. 
Az 1980-as években megjelenő negyedik generációs vadászrepülőgépeken jelentek meg azok a kis kétáramúsági fokkal rendelkező gázturbinás sugárhajtóművek, melyek továbbfejlesztés után már képesek a szupercirkálásra, az ilyen repülőgépek utánégető használata nélkül képesek a hangsebességet átlépni, akár jelentős mennyiségű külső függesztménnyel is. Az ötödik generációs vadászrepülőgépek, melyek erősebb hajtóművel vannak ellátva, fegyverzetüket belső fegyvertérben hordozzák, így utánégető nélkül képesek az 1,5 Mach elérésére és a hangsebesség feletti intenzív manőverezésre, jelentős sebességvesztés nélkül.